# Biofilm

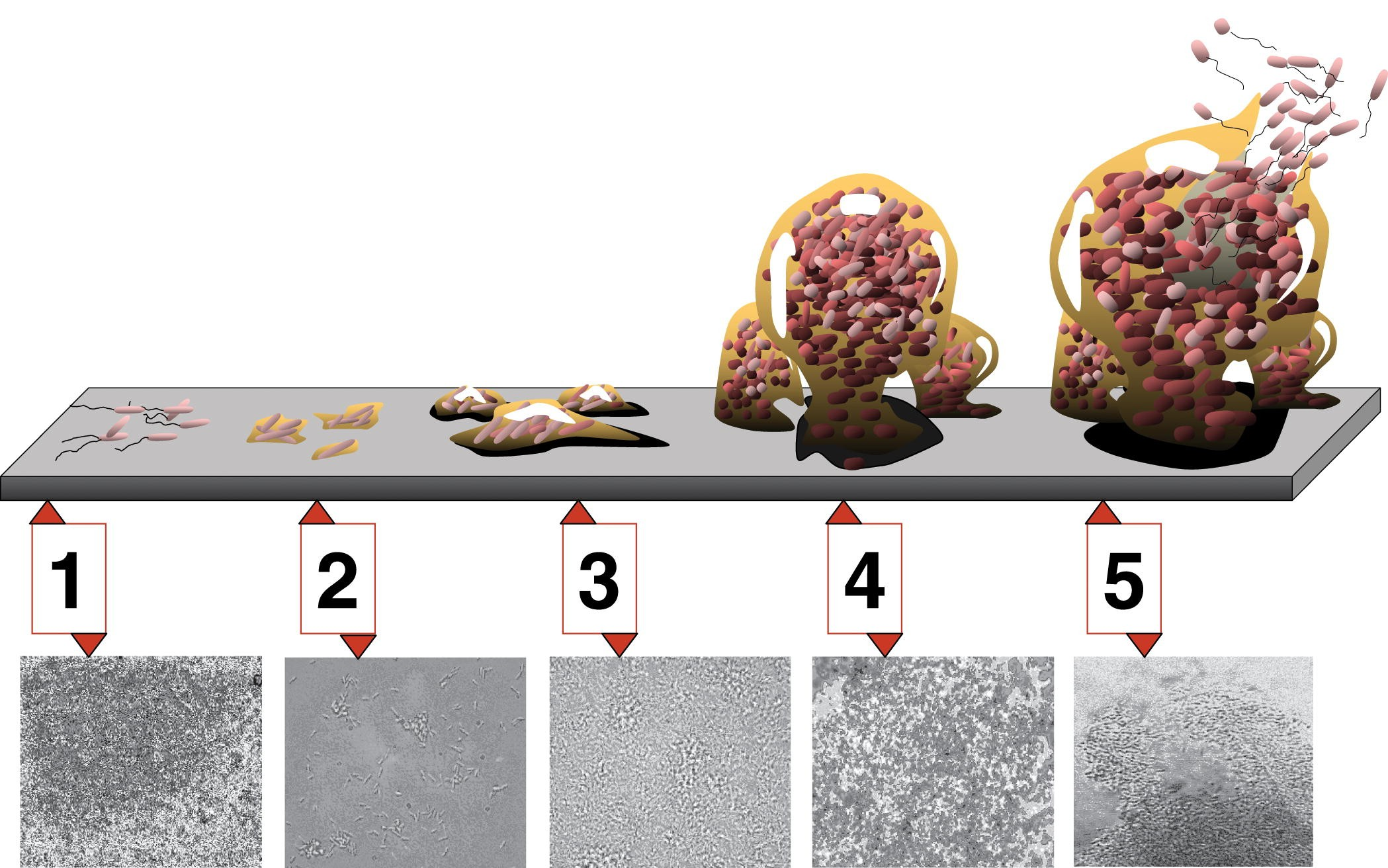
Vznik biofilmu bakterie Pseudomonas aerugonisa v několika fázích

Biofilm je společenstvo mikroorganismů, vázané k určitému povrchu a obklopené polysacharidy, které buňky v biofilmu vylučují. Obecně totiž platí, že povrchy v přírodě vykazují větší koncentraci živin než jejich okolí (např. volný vodní sloupec, roztok). Povrchy jsou nadto velmi rozmanité (může se jednat o povrch neživý stejně dobře jako živý – např. tkáň) a díky statickému náboji umožňují prokaryotním buňkách snadněji adherovat. Polysacharidové pouzdro kolem biofilmu pak společně s proteiny, nukleovými kyselinami a lipidy vytváří kolem shluklých buněk jakousi obalovou vrstvu, nazývanou matrix. Ta biofilmu poskytuje mechanickou stabilitu, zprostředkovává jeho adhezi k povrchu a vytváří polymerickou prostorovou síť, která jednotlivé prokaryotní buňky ukotvuje.

## Vznik biofilmu
Mnohé organismy se uchylují k tvorbě biofilmu zejména v případě, kdy jsou ve vodním prostředí a okolí vykazuje nedostatek živin (oligotrofie). Tyto mikroorganismy reagují tak, že zmenší své buňky, povrch se stane hydrofobním a tím také přilnavějším (adheze). Pokud se jim podaří najít pevnou oporu, začnou opět růst a množit se. Nalezeny byly též biofilmy na povrchu rostlin.
Tímto způsobem mohou vznikat například na ponořených kamenech ve vodě zajímavé ekologické niky, které osídluje různorodé spektrum organismů. První obvykle kolonizují bakterie, později prvoci či řasy či dokonce mnohobuněčné organismy (larvy).

## Výskyt
Mikrobiální společenstva, která označujeme jako biofilm, nacházíme především ve vodním prostředí (na ponořených větvích či vodovodních trubkách, na horninách), dále ale i na povrchu půdy. Biofilmů se využívá v biologickém čistění odpadních vod, přičemž biofilm na povrchu filtru čistí procházející vodu. Některé se též vyskytují na povrchu rostlinných těl, případně na různých částech těla živočichů, kde však mohou působit potíže.

## Role biofilmu v infekčních onemocněních

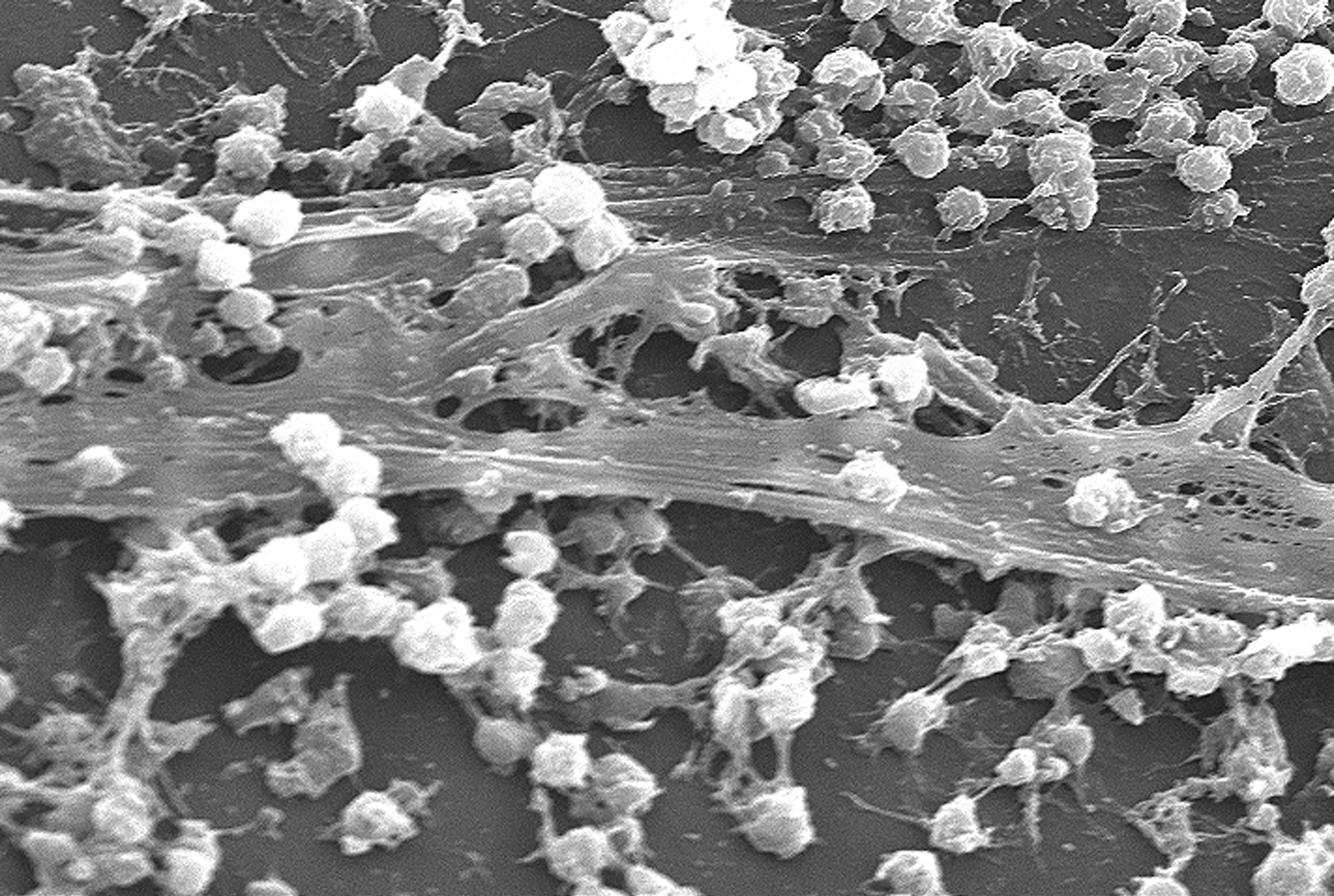
Staphylococcus aureus – biofilm na povrchu katetru

Podle některých odhadů jsou až v 80 % nemocí v těle přítomny biofilmy daného patogenního druhu. Zejména se to týká chorob močové soustavy, infekce močových katetrů, zánětů středního ucha a vzniku plaku na zubech, dále se uplatňují v zánětech dásní a mohou se objevovat i na povrchu kontaktních čoček. Vzácně mohou mít fatální následky v podobě endokarditid, infekcí během cystické fibrózy, ale také na cizorodých materiálech implantovaných do těla (kloubní náhrady, umělé chlopně).
Bakterie, které tvoří biofilm, jsou vážným problémem u osob se sníženou imunitou. Právě biofilm může být jedním z důvodů, proč bakterie tak perzistují. V tomto kontextu je významná bakterie Pseudomonas aeruginosa.